# François Du Bois
François Du Bois (n. en La Charite-Sur-Loire en Burgundia, Francia) es un compositor, virtuoso de la marimba, así como profesor, escritor y autor.

## Debut musical
Comenzó sus estudios musicales a los 8 años, y su llamado a los 17. Entre 16 y 26 años, François Du Bois divide su tiempo entre su carrera como percusionista en orquestas sinfónicas y músico de jazz como baterista. En Clásico trabaja con Lorin Maazel, Olivier Messiaen, Mstislav Rostropovich, etc. Y en jazz con Richard Galliano, Trilok Gurtu, Dominique Di Piazza, Abbey Lincoln.

## Viaje a África
A los 20 años, no satisfecho con su nivel musical, se fue a vivir al África, Burkina Faso, para perfeccionar sus habilidades. A pesar de las muchas experiencias duras, tales como la contratación de malaria, finalmente encontró lo que estaba buscando. Fue iniciado en profundidad y significado de los secretos de la música africana, conectadas a la chamanismo, que le ayudaron a comprender la música. Su formación se completará unos años después de que su maestro Ray Lema, famoso compositor y cantante africano, creador del Ballet Nacional de Zaire (ahora República Democrática del Congo), cuando considere este que su experiencia ha finalizado.

## Carrera

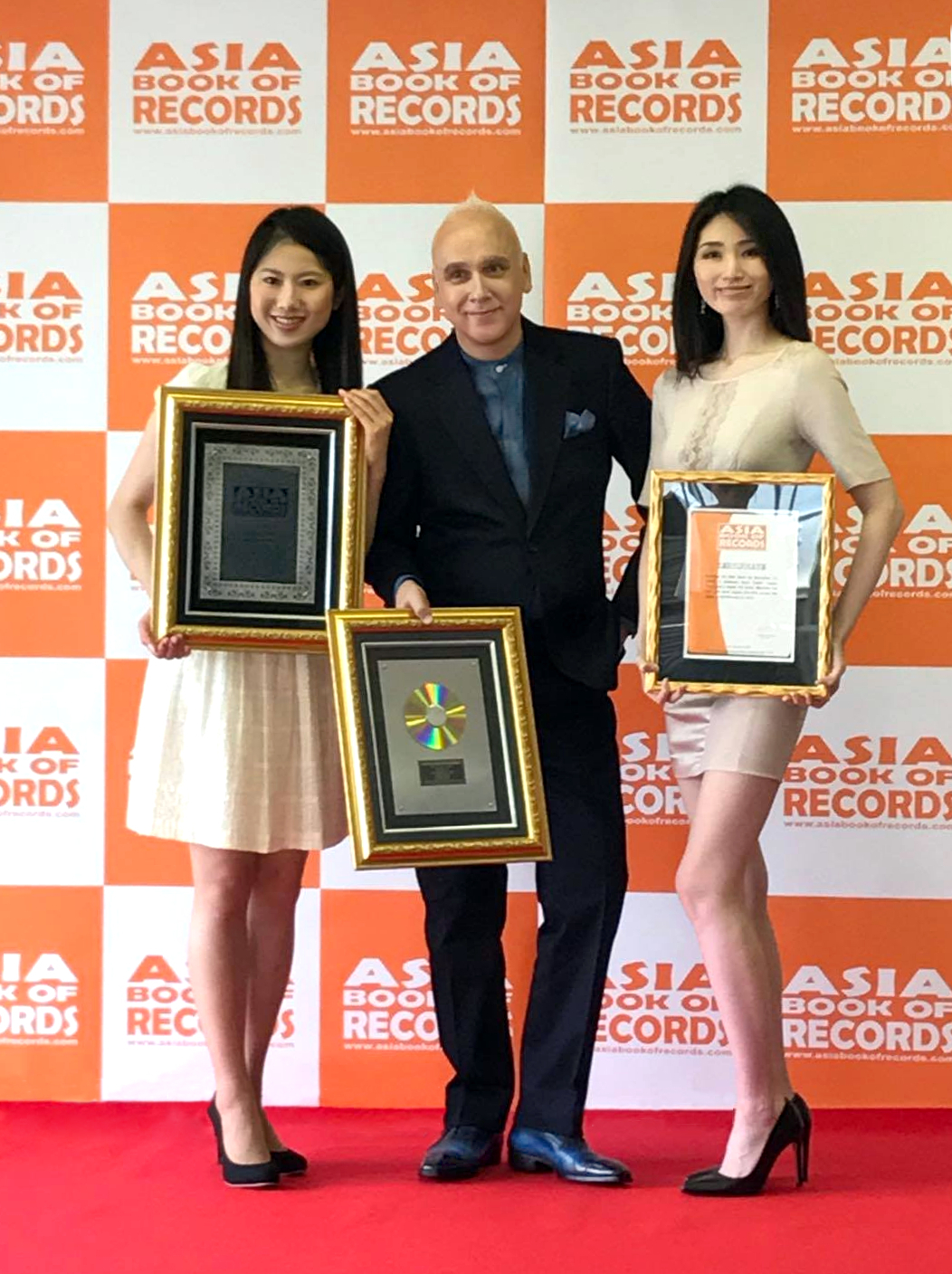
Ceremonia del Récord Mundial de Francois Du Bois. Tokio, junio de 2017.

Du Bois ha creado dúos con la violinista canadiense Helene Collerette (hoy primera solista de la Filarmónica de Radio France Orquesta de Radio France Orquesta de Filarmónica) y con la violinista australiana Jane Peters (ganadora del Premio Tchaïkovsky) en conciertos y giras por Alemania. "El violín y la marimba en su cumbre!" Da derecho a la revista "Mainzer Rhein-Zeitung" desde el 8 de diciembre de 1990. También ha actuado con el pianista Ludovic Selmi, en la Gira de Conciertos por toda Europa y Japón. Este dúo también colaboró con Les Tambours du Bronx. Después de la disolución del dúo, François concentra en la composición y grabaciones.

### Otros dúos creados por Francois Du Bois
- Marimba / Oboe - Con François Leleux , con el virtuoso y ex solista de la Bayerische Rundfunk ([ orchestra [ Sinfónica de la Radio de Baviera]]) / Dir . Lorin Maazel.
- Marimba / Clarinette - Con Patrick Messina , virtuoso y solista de la " Orquesta Nacional de Francia" (Orquesta Nacional de Francia ) / Dir . [ [ Kurt Mazur ] ] .
- Marimba / Chelo - Con Henri Demarquette , virtuoso .
- Marimba / [ [ Shakuhachi ] ] ( flauta japonesa ) - Con [ [ Yamamoto Hozan ] ] , virtuoso y profesor en Tokio Daigaku Geijyutsu " [ [ Universidad Nacional de Tokio de Bellas Artes y Música] ]" .
- Marimba / [ [ Violín ] ] - Con [ [ Jean -Marc Philipps - Varjabedian ] ] , virtuoso , etc

En 1998 , en una búsqueda para descubrir nuevos horizontes en el campo de la música , Du Bois fue de París a Tokio . La razón principal de su estancia en Japón parece ser su relación con su esposa , según la prensa japonesa. (Referencia: la revista " Crear" y " decir" . )
Fue invitado por [ [ Universidad de Keio ] ] , una de las principales instituciones de renombre educativas del Japón para el aseo de los políticos, los presidentes de empresas y hombres de ley. Se le pidió que abrir una clase especial para la composición musical en el departamento de administración de directivas .
El mismo año, se creó el " [ [ Orchestre d' autre parte ] ]" , de 14 marimbistas y [ [ taiko ] ] jugadores. Después de ser introducido a 2 exalumnos de la Sra. [[Keiko Abe ] ] , CD de hoy " [ [ Origen ] ]" para marimba fue grabado . Justo después del lanzamiento de este álbum , fue invitado por NHK para tocar en vivo en el programa de 30 minutos titulado "Studio Park: Francois Du Bois Especial " visto por 10 millones de dólares.
En 2013, François Dubois compuso un álbum doble. Lo grabó, en el mes de octubre del mismo año, en el templo budista Meguro Fudoson [archivo], acompañado por los monjes. Su colaboración resultó en un nuevo sonido para estimular la meditación. La música fue creada en la inspiración de los conceptos chinos "Liu Zi Jue" o "Medita Music". En septiembre de 2014, Columbia Records produjo el doble CD titulado Dive Into Silence.
En junio de 2017, "Dive into Silence - Eclaircie" estableció un nuevo récord mundial para el CD de marimba más vendido (certificado por el Asian Book of Records por 80.300 copias vendidas).
Su segundo álbum de música medita "Gunung Kawi" fue lanzado como una exclusividad para los compradores de su libro "La ciencia de la composición" publicado en septiembre de 2019 por Kodansha Bluebacks.
Este libro se ha convertido en un éxito de ventas.
Compuso la música para la película "La Traversée", que recibió el Premio Oumarou Ganda en el festival FESPACO 2021.
En 2022 lanzó su nuevo libro en Kodansha Bluebacks Editions (colección científica) "La ciencia de los instrumentos musicales" (ediciones múltiples). 
El mismo año, se lanzó el álbum "La légende de la forêt" [10], un cuarteto de composiciones originales para la meditación. Fuente de inspiración: los bosques habitados por los Tengu.
Siguiendo las ediciones más vendidas de "La ciencia de la composición" y "La ciencia de los instrumentos musicales", la edición combinada se publicó el 24 de junio de 2022.

## Premios y distinciones
- Primer Premio en la percusión de la ciudad de París otorgó un jurado unánime (1er premio del concurso de percusión en la ciudad de París, por decisión unánime).
- Lauréat de la Fondation de France (Laureado de la Fundación Francesa)[6]
- Legión Violeta: Medalla de oro de la música dado al edificio del Senado en 1993 (con la Medalla de Oro en Música en el Palacio del Senado, 1993) (Dado por el alto patrocinio del Presidente de la República de Francia)

## Manuales para la Marimba
Francois Du Bois es el autor de los manuales completos de la marimba, que consta de 3 volúmenes, The 4 Sticks Marimba distribuido por el IMD. Prologado por Keiko Abe, "El enfoque pedagógico seguido en este texto tiene cierta creatividad que proporciona un método muy interesante para estudiar la Marimba.", disponible en francés, inglés y japonés.

## Discografía
- TBMT : 2 pianos / 2 percussions
- Entre deux mondes: With Ray Lema, Richard Galliano, François Leleux etc.
- L'Heure nuptiale: For the great organ of the Madeleine in Paris
- DP4 : With the Shakuhachi player (Japanese traditional flute) Hozan Yamamoto
- Marimba night: Performance en vivo con la Orchestre d'autre part.
- Origine : trio de 2 marimbas y 1 Taiko
- Invitado a tocar en los álbumes "bleue Lueurs" y "Il ya de l'Orange dans le bleu" de Daniel Goyone, con Trilok Gurtu, Louis Sclavis, etc.
- Dive into Silence : Nippon Columbia, álbum, doble CD 2014
- Dive into Silence-Premium (Éclaircie): Makino Shuppan / D-Project, single CD 2015
- Gunung Kawi：D-Project/Kodansha 2019. Álbum exclusivo para compradores del libro "La ciencia de la composición" (Kodansha) [referencia al libro a continuación], y no a la venta.

## Films
- Lost in Translation de 2003 (ganadora del Oscar en el Mejor Guion) dirigida por Sofia Coppola.
- La Traversée (Du Bois compuso la banda sonora) dirigida por Irène Tassembédo

## Método Dubois
Du Bois creó un método de gestión de la carrera, el Método Dubois, aprovechando sus experiencias en la educación, la música y las artes marciales. Este método fue utilizado por primera vez en el Personal Career Management clase' que estaba dando a Universidad de Keio, donde muchos invitados, entre ellos Carlos Ghosn, vinieron a compartir sus conocimientos.
En 2003, Du Bois se inició un seminario llamado Personal Carrera de Diseño - Método Dubois en Academyhills, dirigido esta vez a todo el mundo. Desde 2005, la empresa D-Proyecto gestiona los Método Dubois en seminarios.
El Dubois Método se centra en mejorar la creatividad y la energía de los empresarios y los empleados, llegando a un equilibrio entre la condición física y mental, la inteligencia y la sensibilidad. Los seminarios se basan en cuatro pasos: juegos, ejercicio físico (con raíces en las artes marciales chinas y la medicina tradicional china), de discusión (bajo el control psicológico) y música (en su mayoría africanos).
Libros de Du Bois ofrecen aplicaciones prácticas del método para la vida de todos los días.
En 2012 comenzó una clase de Dubois Método en Kenichi Ohmaes famosa escuela de negocios, Los atacantes http://www.attackers-school.com/.

## Artes Marciales
Du Bois es también conocido por su práctica de Kung-fu. Recibió el título de "primer sucesor internacional de las artes marciales internas de Wudang" en 2009, después del entrenamiento en las montañas de Wudang (2008-2009). Él creó la primera escuela de Wudang Kung-fu en Tokio. En el cuarto Campeonato Mundial de Wushu (2010), su equipo recibió una medalla de oro, una medalla de plata y dos de medallas de bronce. Para la competición de 2012, Dubois fue seleccionado como el líder de la delegación japonesa (94 atletas) y su propio equipo de seis competidores ganó siete medallas de bronce.

## Periodismo
- Yomiuri Shimbun -2003-2004 Columnista, responsible de Asian Culture « Yomiuri Weekly»[16]
- Asahi Shimbun -2005-2006 Columnista,

especialista en planificación de la carrera « AERA Eng.»
- Japan Times -2007 Columnista,

especialista en planificación de la carrera « Japan Times J.»
- Nikkei Shimbun -2008-2009 Columnista "Ecolomy"[19]
- Asahi Shimbun -2010-2011 Columnista "Job Labo"[20]
- Ie no Hikari 2011-2012 Columnista[21]

## Libros
- You can have a much better life!  Published by Mikasashobo, Japan ISBN 4837956688
- How to get your best partner.  Published by Graph-sha, Japan ISBN 4766209788
- The book to reform yourself.  Published by WAVE Publishers, Japan. Prefaced by Kenichiro Mogi, physicist and brain researcher, with the official recommendation of the president of Globis Group, Yoshito Hori, director of the alumni of the Harvard Business School. ISBN 4872902769
- The amazing art of management by top foreign executives never revealed to the Japanese. Published by Kodansha Biz, Japan, with Carlos Ghosn as the main guest. ISBN 4062820498
- How Dubois Thinks, Published by Diamond-sha, Japan ISBN 4478005958
- The 1% who always orient their path in the right way. Published by Seishunshuppan, Japan ISBN 4413036905
- The Dubois Method: How to find your hidden talent that will change your destiny. Published by Magazine House, Japan ISBN 4838721676
- Things worth bothering and not worth bothering to have an abundant life. Published by Diamond-sha, Japan ISBN 4478014213
- Move physically, then you will find the answers to your questions. Published by Seishunshuppan, Japan ISBN 4413037952
- The treasure of life the Taichi told me. Published by Kodansha, Japan ISBN 4062770644
- A French master teaches you 49 key points to live with your sensibility. Published by GyeMyeongSa, South Korea ISBN 978-89-7256-105-7 03320
- How to think - How to live: the career design specialist Francois Du Bois talks with top-class international CEOs. Published by New World Press, China ISBN 978-7-5104-2549-3
- La ciencia de la composición: teorías y reglas para crear música hermosa, publicado por Kodansha en japonés, ISBN 4065172829